# La Veuve noire (Les Simpson)
Pour les articles homonymes, voir Veuve noire (homonymie).
La Veuve noire (Black Widower) est le 21e épisode de la saison 3 de la série télévisée d'animation intitulée Les Simpson.

## Synopsis
Selma participe à un programme appelé « Écrivez à un prisonnier ». Elle écrit donc à un prisonnier dont elle tombera amoureuse, Tahiti Bob. Mais quand Selma présente son nouvel amoureux à sa famille, la rencontre se passe très mal. Finalement Marge arrive à convaincre Bart que Tahiti Bob a changé. Selma et ce dernier se marient finalement. Mais pendant leur lune de miel, Tahiti Bob tente de tuer Selma pour s'emparer de ses biens.